# A Year and a Half in the Life of Metallica
A Year and a Half in the Life of Metallica ist eine zweiteilige Dokumentation, die die Produktion des Albums Metallica der gleichnamigen Metal-Band sowie die nachfolgende Wherever-We-May-Roam-Tour zeigt. Die 1992 auf VHS erschienene Dokumentation wurde von Juliana Roberts und Jack Gulick produziert, Regie führte Adam Dublin. Hierbei handelt es sich um die erste Veröffentlichung der Band, auf der ein neu gestaltetes Logo, das bis 2000 verwendet wurde, zur Anwendung kam.

## Volume 1
Der 90 Minuten dauernde erste Teil zeigt die Entstehung von Metallicas fünftem Studioalbum. Gefilmt wurde die Band unter anderem beim Anhören von Demoaufnahmen, beim Mixen, beim Mastering sowie bei Videodrehs. Die dafür verwendeten Videosequenzen wurden in einem Zeitraum von über neun Monaten aufgezeichnet.

Außerdem enthält Teil 1 der Dokumentation drei Musikvideos:

- Enter Sandman
- The Unforgiven
- Nothing Else Matters

## Volume 2
Im zweiten Teil der Dokumentation wurden Metallica vom Kamerateam bei der dem Albumrelease folgenden Wherever We May Roam Tour und der gemeinsam mit Guns N’ Roses organisierten Guns N' Roses/Metallica Stadium Tour begleitet. Enthalten sind beispielsweise Aufnahmen aus Donington vom Monsters of Rock 1991, einem Freddie Mercury Tribute Concert sowie einem Auftritt vor geschätzten 500.000 Besuchern am Flugplatz Moskau-Tuschino in der damaligen Sowjetunion.
Zusätzlich zu zahlreichen Live-Performances beinhaltet dieser Teil zwei weitere Musikvideos:

- Wherever I May Roam
- Sad but True

## Auszeichnungen
| Land/Region               | Auszeichnungen für Musikverkäufe (Land/Region, Auszeichnung, Verkäufe) | Verkäufe |
| ------------------------- | ---------------------------------------------------------------------- | -------- |
| Vereinigte Staaten (RIAA) | 3× Platin                                                              | 300.000  |
| Insgesamt                 | 3× Platin ·                                                            | 300.000  |

Hauptartikel: Metallica/Auszeichnungen für Musikverkäufe